# Stefan Jansen
Stefan Jansen (Haarlem, 4 luglio 1972) è un ex calciatore olandese, di ruolo attaccante.

## Carriera
Ha trascorso la maggior parte della carriera nella seconda divisione olandese, dove è stato uno degli attaccanti più prolifici con oltre 100 reti all'attivo, aggiudicandosi la classifica cannonieri nella stagione 2000-2001 con ben 30 reti realizzate con la maglia del TOP Oss.
Ha disputato 4 campionati di prima divisione olandese con le maglie di Roda e N.E.C., con però solo 10 reti all'attivo in 66 presenze complessive.
Ha avuto due parentesi all'estero, in Italia (con una rete in 16 presenze nella Serie B 1996-1997 con la Salernitana) e in Austria (con 11 reti in 22 incontri in prima divisione 2004-2005, tuttavia non sufficienti per evitare la retrocessione del Bregenz).

## Palmarès

### Club

#### Competizioni nazionali
- Eerste Divisie: 1

Den Bosch: 2003-2004